# Putoranita
La putoranita és un mineral de la classe dels sulfurs, que pertany al grup de la talnakhita. Fou anomenada així pel mont Putoran de la Península de Taimyr, Rússia.

## Característiques
La putoranita és un mineral de fórmula química Cu1.1Fe1.2S₂. Cristal·litza en el sistema isomètric. La seva duresa a l'escala de Mohs és 4,5. Malgrat que és un mineral isotròpic, presenta, en alguns casos, certa anisotropia, sobretot en espècimens rics en níquel.
Segons la classificació de Nickel-Strunz, la putoranita pertany a «02.CB - Sulfurs metàl·lics, M:S = 1:1 (i similars), amb Zn, Fe, Cu, Ag, etc.» juntament amb els següents minerals: coloradoïta, hawleyita, metacinabri, polhemusita, sakuraiïta, esfalerita, stil·leïta, tiemannita, rudashevskyita, calcopirita, eskebornita, gal·lita, haycockita, lenaïta, mooihoekita, vinciennita, roquesita, talnakhita, laforêtita, černýita, ferrokesterita, hocartita, idaïta, kesterita, kuramita, mohita, pirquitasita, estannita, estannoidita, velikita, chatkalita, mawsonita, colusita, germanita, germanocolusita, nekrasovita, estibiocolusita, ovamboïta, maikainita, hemusita, kiddcreekita, polkovicita, renierita, morozeviczita, catamarcaïta, lautita, cadmoselita, greenockita, wurtzita, rambergita, buseckita, cubanita, isocubanita, picotpaulita, raguinita, argentopirita, sternbergita, sulvanita, vulcanita, empressita i muthmannita.

## Formació i jaciments
En la seva localitat tipus s'ha localitzat en menes massives de mooihoekita; en altres indrets també s'ha descrit en mineralitzacions de coure-níquel en peridotites. Sovint s'associa a mooihoekita, talnakhita, cabriita, cubanita, pentlandita, magnetita, galena, esfaletrita, minerals del grup del platí, argent natiu, alabandita, val·leriïta, mackinawita, shadlunita manganèsica i djerfisherita.